# Aristid (sin Lizimaha)
Aristid (oko 540. pr. Kr. - oko 476. pr. Kr.), atenski vojskovođa i državnik.
Kao strateg, Aristid je sudjelovao u maratonskoj bitki (490. pr. Kr.); Arhont 489. pr. Kr. - 488. pr. Kr. Protivnik Temistoklove politike razvoja Atene u pomorsku silu, zbog čega je prognan 482. pr. Kr. Pomilovan prije bitke kod Salamine (480. pr. Kr.) u znatnoj mjeri pridonio pobjedi Grka u toj bitki. Predvodio atensku vojsku, zajedno s Pauzanijom, u bitki kod Plateje 479. pr. Kr. S Temistoklom radio na tome da Atenjani obnove u ratu razorene gradske zidove usprkos protivljenju Spartanaca. Zatim na čelu atenske flote nastavio rat s Perzijom. Znamenito Aristidovo djelo jest stvaranje Prvog atičkog pomorskog saveza 477. pr. Kr. godine. Zbog poštenja i nepodmitljivosti suvremenici su mu dali nadimak Pravednik.

## Narod ne voli pravednike
O Aristidu V. Zamarovsky piše sljedeće: "Potjecao je iz plemenita aristokratska roda, isticao se mirnom ćudi i poštenjem - piše opet Plutarh - a kao državnik nije postupao tako da stekne obljubljenost ili slavu, već prema svojem najboljem uvjerenju otvoreno i pravedno. Njegov nam se lik nije sačuvao, ali ga dobro opisuje ova zgoda. Na dan ostracizma (glasovanja o protjerivanju iz Atene) zaustavio ga je na ulici neki nepismeni građanin i zatražio od njega da na crijep napiše Aristidovo ime. Ovaj je to uradio i upitao: "A poznaješ li toga čovjeka?" Građanin je rekao da ga ne poznaje. "Pa što onda imaš protiv njega?" "Uglavnom ništa, samo mi se ne sviđa što se govori da je toliko pravedan."
Aristid je 482. god. pr. Kr. protjeran iz Atene."